# マリン (スーパーマーケット)
株式会社マリンは、かつて山口県山口市に本社を置き、食品スーパーマーケットチェーンを展開していた企業。

## 概要
1955年（昭和30年）に鮮魚店を営む有限会社宮崎商店（鮮魚のみやざき）として創業。1991年（平成3年）に宮崎商店の小売り部門がマリン事業部から独立するかたちで株式会社マリンを設立。宮崎商店は不動産賃貸業を営むようになった。
ピーク時の2002年（平成14年）6月期には売上高61億円を計上。かつては山口市と防府市に「スーパーマリン」の屋号で14店舗を展開していたが、大手スーパーなどとの競合で順次店舗を閉鎖し、最終的には3店舗に縮小して営業していた（4店舗との報道もある）。
2014年（平成26年）12月21日、宮崎商店とともに後処理を弁護士に一任して、同日限りで事業を停止。負債見込み総額は約3億円や約7億円との報道があった。2015年（平成27年）1月20日に山口地方裁判所から破産手続開始決定を受けた。そして2016年（平成28年）4月21日に法人格が消滅した。

## 事業停止直前まで営業していた店舗
- 水の上店 - 本店、本社と同所在地 - 跡地にはセブン-イレブンが進出。[独自研究?]
- 上山口店 - 跡地にはウォンツが進出。[独自研究?]
- 湯田店 - ジュンテンドー湯田店と隣接。跡地には丸久が進出。[独自研究?]

## 事業停止以前に閉鎖した店舗
- 生雲店 - JA山口中央から引き継いだ店舗だった。跡地には2015年10月にヤマザキショップ（JA山口中央が経営）が開店。[独自研究?]
- 大内矢田店 - 店舗は解体、跡地には産婦人科が開業している。[独自研究?]
- 小郡店 - 旧丸和小郡店。直営の回転寿司店「活鮮鮨まんぼう」を併設[4]。跡地には2011年（平成23年）10月17日にウェスタまるき小郡店が開店した[5]。回転寿司店は別の企業が店名を変更し営業している。[独自研究?]
  - 丸和時代には北側の食品の店舗（1階に入居）と南側の衣料品などの店舗が別の建物となっていたが、[独自研究?]マリンは元衣料品側の建物に入居[4]、旧食品店舗1階はテナント貸しした。マリン閉店後も丸喜は跡地にそのまま入居し、テナントの配置換えは行わなかった。[独自研究?]
  - なお、南側店舗には丸和時代から小郡スーパーボウル（ボウリング場）が、北側店舗の2階には現在コロッケ倶楽部（カラオケボックス）が入居している。[独自研究?]
- 嘉川店[要出典]
- 黄金町店 - 跡地には進物の大進山口店が進出。[独自研究?]
- 徳佐あぴあ店 - 2013年11月に閉店。跡地にはウォンツが進出。なお、あぴあに入居している、他の店舗（エディオン徳佐店など）はマリン撤退からウォンツ進出直前の間も引き続き営業しており、さらにウォンツ進出後も引き続き営業中。[独自研究?]
- 平川店 - 跡地にはマックスバリュが進出。[要出典]
- 防府店 - 店舗自体は取り壊され、跡地には駐車場と、アパートとなっている。倒産した丸信の居抜き店舗だった。[独自研究?]
- 宮野店 - 跡地にはウォンツが進出。[独自研究?]
- 矢原店 - 跡地にはローソンが進出。[独自研究?]
- 吉敷店 - 跡地にはローソンが進出。[独自研究?]
- 嘉年店[要出典]
- 地福店[要出典]
- 牟礼店 - 跡地にはディオが進出。[要出典]